# Falskt opslag
Et falskt opslag er et bevidst ukorrekt opslag i en ordbog, et leksikon eller et andet opslagsværk. Korrekte opslag stammer normalt fra pålidelige ressourcer, mens falske opslag ikke har belæg andre steder.
Et eksempel på et falskt opslag er ordet zzxjoanw, som fandtes i Rupert Hughes' Music Lovers' Encyclopedia fra 1903. Ordet blev opgivet at stamme fra maori, hvor det betød "tromme". Opslaget var fortsat med i nye udgaver af værket til op i 1950'erne, men mistænksomheden blev vakt, da det blev påpeget, at maorisproget ikke bruger bogstaverne Z, X og J, og det ukorrekte i opslaget blev omsider afsløret.
Falske opslag skyldes gerne et ønske om at undgå plagiat, eftersom et andet opslagsværk, som medtager det falske opslag, må formodes at have kopieret indholdet.